# Tatjana Leonidowna Worochobko
Tatjana Leonidowna Worochobko (russisch Татьяна Леонидовна Ворохобко, engl. Transkription Tatyana Vorokhobko; * 5. Dezember 1950 in Leningrad, RSFSR, Sowjetunion als Tatjana Kondraschowa russisch Кондрашёва, englisch Kondrashova) ist eine ehemalige russische Sprinterin, die für die Sowjetunion an den Start ging. 1971 wurde sie mit der sowjetischen 4-mal-200-Meter-Staffel in Sofia Halleneuropameisterin und 1970 gewann sie bei den World University Games in Turin zwei Goldmedaille.

## Sportliche Laufbahn
Erste internationale Erfahrungen sammelte Tatjana Worochobko vermutlich im Jahr 1970, als sie bei der Sommer-Universiade in Turin mit 4884 Punkten die Goldmedaille im Fünfkampf gewann und auch mit der sowjetischen 4-mal-100-Meter-Staffel in 44,7 s siegte. Im Jahr darauf schied sie bei den Halleneuropameisterschaften in Sofia mit 8,6 s in der Vorrunde im 60-Meter-Hürdenlauf aus und siegte mit der 4-mal-200-Meter-Staffel in 1:37,1 min gemeinsam mit Marina Grigorjewna Sidorowa, Ljudmila Aksjonowa und Natalja Tschistjakowa. Im August belegte sie bei den Freiluft-Europameisterschaften in Helsinki mit 4289 Punkten den siebten Platz im Fünfkampf. 1973 gewann sie bei den Studentenweltspielen in Moskau mit 4444 Punkten die Silbermedaille hinter ihrer Landsfrau Nadija Tkatschenko. Im Jahr darauf belegte sie bei den Halleneuropameisterschaften in Göteborg in 8,26 s den fünften Platz über 60 m Hürden und 1975 wurde sie bei den Halleneuropameisterschaften in Katowice in 8,40 s ebenfalls Fünfte über 60 m Hürden. Zudem ging sie im Finale im 60-Meter-Lauf nicht mehr an den Start. 1976 nahm sie im Fünfkampf an den Olympischen Sommerspielen in Montreal teil und gelangte dort mit 4245 Punkten auf den 14. Platz. Daraufhin beendete sie ihre aktive sportliche Karriere im Alter von 26 Jahren.

## Persönliche Bestzeiten
- 100 m Hürden: 13,31 s, 25. Jul 1976 in Montreal
  - 60 m Hürden (Halle): 8,20 s, 9. März 1974 in Göteborg
- Fünfkampf: 4671 Punkte, 4. August 1974 in Tallinn